# Antonín Mrkos
| Odkryte planetoidy: 274 | Odkryte planetoidy: 274 |
| ----------------------- | ----------------------- |
| (2199) Kleť             | 6 czerwca 1978          |
| (2304) Slavia           | 18 maja 1979            |
| (2325) Chernykh         | 25 września 1979        |
| (2367) Praha            | 8 stycznia 1981         |
| (2403) Šumava           | 25 września 1979        |
| (2404) Antarctica       | 1 października 1980     |
| (2552) Remek            | 24 września 1978        |
| (2559) Svoboda          | 23 października 1981    |
| (2747) Český Krumlov    | 19 lutego 1980          |
| (2811) Střemchoví       | 10 maja 1980            |
| (2889) Brno             | 17 listopada 1981       |
| (2936) Nechvíle         | 17 września 1979        |
| (2971) Mohr             | 30 grudnia 1980         |
| (3003) Konček           | 28 grudnia 1983         |
| (3017) Petrovič         | 25 października 1981    |
| (3130) Hillary          | 20 grudnia 1981         |
| (3137) Horky            | 16 września 1982        |
| (3141) Buchar           | 2 września 1984         |
| (3168) Lomnický Štít    | 1 grudnia 1980          |
| (3257) Hanzlík          | 15 kwietnia 1982        |
| (3276) Porta Coeli      | 15 września 1982        |
| (3278) Běhounek         | 27 stycznia 1984        |
| (3313) Mendel           | 19 lutego 1980          |
| (3324) Avsyuk           | 4 lutego 1983           |
| (3326) Agafonikov       | 20 marca 1985           |
| (3334) Somov            | 20 grudnia 1981         |
| (3339) Treshnikov       | 6 czerwca 1978          |
| (3357) Tolstikov        | 21 marca 1984           |
| (3364) Zdenka           | 5 kwietnia 1984         |
| (3395) Jitka            | 20 października 1985    |
| (3451) Mentor           | 19 kwietnia 1984        |
| (3490) Šolc             | 20 września 1984        |
| (3550) Link             | 20 grudnia 1981         |
| (3571) Milanštefánik    | 15 marca 1982           |
| (3629) Lebedinskij      | 21 listopada 1982       |
| (3630) Lubomír          | 28 sierpnia 1984        |
| (3636) Pajdušáková      | 17 października 1982    |
| (3645) Fabini           | 28 sierpnia 1981        |
| (3665) Fitzgerald       | 19 marca 1979           |
| (3701) Purkyně          | 20 lutego 1985          |
| (3715) Štohl            | 19 lutego 1980          |
| (3716) Petzval          | 2 października 1980     |
| (3727) Maxhell          | 7 sierpnia 1981         |
| (3781) Dufek            | 2 września 1986         |
| (3791) Marci            | 17 listopada 1981       |
| (3827) Zdeněkhorský     | 3 listopada 1986        |
| (3847) Šindel           | 16 lutego 1982          |
| (3887) Gerstner         | 22 sierpnia 1985        |
| (3905) Doppler          | 28 sierpnia 1984        |
| (3949) Mach             | 20 października 1985    |
| (3979) Brorsen          | 8 listopada 1983        |
| (3980) Hviezdoslav      | 4 grudnia 1983          |
| (3981) Stodola          | 26 stycznia 1984        |
| (3983) Sakiko           | 20 września 1984        |
| (3993) Šorm             | 4 listopada 1988        |
| (4018) Bratislava       | 30 grudnia 1980         |
| (4054) Turnov           | 5 października 1983     |
| (4090) Říšehvězd        | 2 września 1986         |
| (4176) Sudek            | 24 lutego 1987          |
| (4238) Audrey           | 13 kwietnia 1980        |
| (4249) Křemže           | 29 września 1984        |
| (4277) Holubov          | 15 stycznia 1982        |
| (4287) Třísov           | 7 września 1989         |
| (4339) Almamater        | 20 października 1985    |
| (4405) Otava            | 21 sierpnia 1987        |
| (4408) Zlatá Koruna     | 4 października 1988     |
| (4552) Nabelek          | 11 maja 1980            |
| (4554) Fanynka          | 28 października 1986    |
| (4610) Kájov            | 26 marca 1989           |
| (4662) Runk             | 19 kwietnia 1984        |
| (4663) Falta            | 27 września 1984        |
| (4671) Drtikol          | 10 stycznia 1988        |
| (4691) Toyen            | 7 października 1983     |
| (4698) Jizera           | 4 września 1986         |
| (4702) Berounka         | 23 kwietnia 1987        |
| (4801) Ohře             | 22 października 1989    |
| (4823) Libenice         | 4 października 1986     |
| (4824) Stradonice       | 25 listopada 1986       |
| (5026) Martes           | 22 sierpnia 1987        |
| (5089) Nádherná         | 25 września 1979        |
| (5102) Benfranklin      | 2 września 1986         |
| (5103) Diviš            | 4 września 1986         |
| (5122) Mucha            | 3 stycznia 1989         |
| (5202) 1983 XX          | 5 grudnia 1983          |
| (5250) Jas              | 21 sierpnia 1984        |
| (5318) Dientzenhofer    | 21 kwietnia 1985        |
| (5363) Kupka            | 19 października 1979    |
| (5418) Joyce            | 29 sierpnia 1981        |
| (5425) Vojtěch          | 20 września 1984        |
| (5552) Studnička        | 16 września 1982        |
| (5573) 1981 QX          | 24 sierpnia 1981        |
| (5583) Braunerová       | 5 marca 1989            |
| (5668) Foucault         | 22 marca 1984           |
| (5712) Funke            | 25 września 1979        |
| (5719) Krizik           | 7 września 1983         |
| (5797) Bivoj            | 13 stycznia 1980        |
| (5800) Pollock          | 16 października 1982    |
| (5801) Vasarely         | 26 stycznia 1984        |
| (5803) Ötzi             | 21 lipca 1984           |
| (5804) Bambinidipraga   | 9 września 1985         |
| (5865) Qualytemocrina   | 31 sierpnia 1984        |
| (5891) Gehrig           | 22 września 1981        |
| (5894) Telč             | 14 września 1982        |
| (5897) Novotná          | 29 września 1984        |
| (5910) Zátopek          | 29 listopada 1989       |
| (5946) Hrozný           | 28 października 1984    |
| (5958) Barrande         | 29 stycznia 1989        |
| (5997) Dirac            | 1 października 1983     |
| (5998) Sitenský         | 2 września 1986         |
| (6060) Doudleby         | 19 lutego 1980          |
| (6064) Holašovice       | 23 kwietnia 1987        |
| (6149) Pelčák           | 25 września 1979        |
| (6175) Cori             | 4 grudnia 1983          |
| (6221) Ducentesima      | 13 kwietnia 1980        |
| (6223) Dahl             | 3 września 1980         |
| (6231) Hundertwasser    | 20 marca 1985           |
| (6266) Letzel           | 4 października 1986     |
| (6281) Strnad           | 16 września 1980        |
| (6377) Cagney           | 25 czerwca 1987         |
| (6379) Vrba             | 15 listopada 1987       |
| (6385) Martindavid      | 5 marca 1989            |
| (6433) Enya             | 18 listopada 1978       |
| (6440) Ransome          | 8 września 1988         |
| (6441) Milenajesenská   | 9 września 1988         |
| (6469) Armstrong        | 14 sierpnia 1982        |
| (6470) Aldrin           | 14 września 1982        |
| (6471) Collins          | 4 marca 1983            |
| (6481) Tenzing          | 9 września 1988         |
| (6508) Rolčík           | 22 sierpnia 1982        |
| (6516) Gruss            | 3 października 1988     |
| (6540) Stepling         | 16 września 1982        |
| (6542) Jacquescousteau  | 15 lutego 1985          |
| (6546) Kaye             | 24 lutego 1987          |
| (6550) Parléř           | 4 listopada 1988        |
| (6556) Arcimboldo       | 29 grudnia 1989         |
| (6581) Sobers           | 22 września 1981        |
| (6583) Destinn          | 21 lutego 1984          |
| (6586) Seydler          | 28 października 1984    |
| (6594) Tasman           | 25 czerwca 1987         |
| (6596) Bittner          | 15 listopada 1987       |
| (6597) Kreil            | 9 stycznia 1988         |
| (6600) Qwerty           | 17 sierpnia 1988        |
| (6701) Warhol           | 14 stycznia 1988        |
| (6712) Hornstein        | 23 lutego 1990          |
| (6758) Jesseowens       | 13 kwietnia 1980        |
| (6768) Mathiasbraun     | 7 września 1983         |
| (6769) Brokoff          | 15 lutego 1985          |
| (6774) Vladheinrich     | 4 listopada 1988        |
| (6779) Perrine          | 20 lutego 1990          |
| (6817) Pest             | 20 stycznia 1982        |
| (6824) Mallory          | 8 września 1988         |
| (6825) Irvine           | 4 października 1988     |
| (6897) Tabei            | 15 listopada 1987       |
| (7080) 1986 RS1         | 5 września 1986         |
| (7107) Peiser           | 15 sierpnia 1980        |
| (7114) Weinek           | 29 listopada 1986       |
| (7115) Franciscuszeno   | 29 listopada 1986       |
| (7118) Kuklov           | 4 listopada 1988        |
| (7171) Arthurkraus      | 13 stycznia 1988        |
| (7226) Kryl             | 21 sierpnia 1984        |
| (7232) Nabokov          | 20 października 1985    |
| (7328) Casanova         | 20 września 1984        |
| (7332) Ponrepo          | 4 grudnia 1986          |
| (7334) Sciurus          | 17 sierpnia 1988        |
| (7391) Strouhal         | 8 listopada 1983        |
| (7398) Walsh            | 3 listopada 1986        |
| (7403) Choustník        | 14 stycznia 1988        |
| (7464) Vipera           | 15 listopada 1987       |
| (7635) 1983 VH1         | 6 listopada 1983        |
| (7644) Cslewis          | 4 listopada 1988        |
| (7645) Pons             | 4 stycznia 1989         |
| (7694) Krasetín         | 29 września 1983        |
| (7695) Přemysl          | 27 listopada 1984       |
| (7699) Božek            | 2 lutego 1989           |
| (7701) Zrzavý           | 14 października 1990    |
| (7742) Altamira         | 20 października 1985    |
| (7820) 1990 TU8         | 14 października 1990    |
| (7859) Lhasa            | 19 października 1979    |
| (7864) 1982 EE          | 14 marca 1982           |
| (7867) Burian           | 20 września 1984        |
| (7927) 1986 WV1         | 29 listopada 1986       |
| (7993) 1982 UD2         | 16 października 1982    |
| (8001) Ramsden          | 4 października 1986     |
| (8002) 1986 XF5         | 4 grudnia 1986          |
| (8022) 1990 VD7         | 10 listopada 1990       |
| (8143) Nezval           | 11 listopada 1982       |
| (8152) 1986 VY          | 3 listopada 1986        |
| (8153) 1986 WO1         | 25 listopada 1986       |
| (8249) Gershwin         | 13 kwietnia 1980        |
| (8258) 1982 RW1         | 15 września 1982        |
| (8267) 1986 TX3         | 4 października 1986     |
| (8333) 1982 VF          | 7 listopada 1982        |
| (8336) Šafařík          | 27 września 1984        |
| (8343) Tugendhat        | 4 października 1986     |
| (8479) 1987 HD2         | 29 kwietnia 1987        |
| (8639) 1986 VB1         | 3 listopada 1986        |
| (8650) 1989 TJ2         | 5 października 1989     |
| (9007) James Bond       | 5 października 1983     |
| (9008) Bohšternberk     | 27 stycznia 1984        |
| (9011) 1984 SU          | 20 września 1984        |
| (9027) 1988 VP5         | 4 listopada 1988        |
| (9028) Konrádbeneš      | 26 stycznia 1989        |
| (9031) 1989 WG4         | 29 listopada 1989       |
| (9292) 1982 UE2         | 16 października 1982    |
| (9538) 1982 UM2         | 20 października 1982    |
| (9551) Kazi             | 20 października 1985    |
| (9552) 1985 UY          | 24 października 1985    |
| (9575) 1989 BW1         | 29 stycznia 1989        |
| (9729) 1981 RQ          | 7 września 1981         |
| (9931) Herbhauptman     | 18 kwietnia 1985        |
| (10026) 1980 RE1        | 3 września 1980         |
| (10037) 1984 BQ         | 26 stycznia 1984        |
| (10291) 1985 UT         | 20 października 1985    |
| (10294) 1988 AA2        | 14 stycznia 1988        |
| (10705) 1981 SL         | 22 września 1981        |
| (11019) Hansrott        | 25 kwietnia 1984        |
| (11020) Orwell          | 31 lipca 1984           |
| (11026) 1986 RE1        | 2 września 1986         |
| (11283) 1989 UX4        | 25 października 1989    |
| (11477) 1984 SY1        | 29 września 1984        |
| (11493) 1988 VN5        | 4 listopada 1988        |
| (11825) 1982 UW1        | 16 października 1982    |
| (11830) Jessenius       | 2 maja 1984             |
| (11841) 1986 VW         | 3 listopada 1986        |
| (12692) 1989 BV1        | 29 stycznia 1989        |
| (12698) 1989 US4        | 22 października 1989    |
| (13491) 1984 UJ1        | 28 października 1984    |
| (13501) 1987 VR         | 15 listopada 1987       |
| (13913) 1979 SO         | 25 września 1979        |
| (14363) 1988 RB2        | 8 września 1988         |
| (14379) 1989 UM4        | 22 października 1989    |
| (15222) 1982 FL1        | 24 marca 1982           |
| (15233) 1987 WU4        | 26 listopada 1987       |
| (16448) 1989 RV2        | 7 września 1989         |
| (17404) 1986 TZ3        | 4 października 1986     |
| (17407) 1987 TG         | 14 października 1987    |
| (18300) 1979 PA         | 14 sierpnia 1979        |
| (18325) 1984 SB2        | 29 września 1984        |
| (18328) 1985 UU         | 20 października 1985    |
| (19124) 1986 TH3        | 4 października 1986     |
| (19129) Loos            | 10 stycznia 1988        |
| (19184) 1991 TB6        | 6 października 1991     |
| (20964) Mons Naklethi   | 16 października 1977    |
| (20969) Samo            | 17 września 1979        |
| (22260) Ur              | 19 października 1979    |
| (22274) 1981 RN         | 7 września 1981         |
| (22284) 1986 SH         | 30 września 1986        |
| (22288) 1988 TR2        | 11 października 1988    |
| (22307) 1990 SU4        | 16 września 1990        |
| (23437) 1984 SJ1        | 27 września 1984        |
| (24619) 1979 DA         | 26 lutego 1979          |
| (24661) 1988 GQ         | 12 kwietnia 1988        |
| (24662) Gryll           | 14 kwietnia 1988        |
| (24695) 1990 ST4        | 16 września 1990        |
| (26807) 1982 RK1        | 14 września 1982        |
| (27702) 1984 SE1        | 27 września 1984        |
| (27703) 1984 SA2        | 29 września 1984        |
| (30770) 1984 SL4        | 27 września 1984        |
| (30772) 1986 RJ1        | 2 września 1986         |
| (32774) 1986 VZ         | 3 listopada 1986        |
| (35086) 1990 TW8        | 14 października 1990    |
| (37559) 1985 UR         | 20 października 1985    |
| (39514) 1986 TV3        | 4 października 1986     |
| (39515) 1986 XD5        | 4 grudnia 1986          |
| (46546) 1988 VM5        | 4 listopada 1988        |
| (52268) 1986 WU         | 25 listopada 1986       |
| (58140) 1981 SN         | 22 września 1981        |
| (65668) 1988 AX1        | 14 stycznia 1988        |
| (65686) 1990 TN8        | 14 października 1990    |
| (85155) 1986 VH7        | 7 listopada 1986        |
| (85164) 1988 TG2        | 3 października 1988     |
| (85167) 1989 RS2        | 7 września 1989         |
| (100012) 1989 BC1       | 25 stycznia 1989        |
| (217628) Lugh           | 17 kwietnia 1990        |

Antonín Mrkos (ur. 27 stycznia 1918 w Střemchoví k. Brna, zm. 29 maja 1996 w Pradze) – czeski astronom, meteorolog, polarnik, ratownik górski i taternik, odkrywca 274 planetoid oraz 13 komet. Do odkrytych przez niego komet należą: 18D/Perrine-Mrkos, 45P/Honda-Mrkos-Pajdušáková, 124P/Mrkos, 143P/Kowal-Mrkos oraz C/1957 P1 (Mrkos).

## Życiorys
Pracował w latach 1945–1950 w obserwatorium nad Łomnickim Stawem, następnie do 1963 r. kierował stacją meteorologiczną na Łomnicy. W latach 1957–1959 i 1961–1963 brał udział w radzieckich wyprawach na Antarktydę, po powrocie do Czech pracował jako astronom. Stopień doktora astronomii uzyskał w 1964 r. na Uniwersytecie Karola, w 1973 r. został tam docentem. Był dyrektorem Obserwatorium Kleť.
Podczas pracy w Tatrach był aktywnym wspinaczem. Do jego największych osiągnięć w tej dziedzinie należą:
- pierwsze przejście drogi środkową częścią południowej ściany Wideł (1952),
- pierwsze przejście drogi prawą częścią zachodniej ściany Łomnickiego Kopiniaka (1956),
- pierwsze przejście drogi południowo-zachodnią ścianą Wschodniego Szczytu Wideł (1956),
- pierwsze przejście zimowe południowo-wschodniego żlebu Łomnicy (1956),
- pierwsze przejście zimowe północnej ściany Wysokiej[4].

W uznaniu jego zasług jedną z planetoid nazwano (1832) Mrkos.